# Marcel Telles
Marcel Herrmann Telles, född 23 februari 1950, är en brasiliansk företagsledare och investerare som är medgrundare för investmentbolaget 3G Capital. Han var också styrelseordförande och VD för bryggeriet Ambev och suttit som ledamot i styrelser för företag såsom Burger King, The Kraft Heinz Company och Lojas Americanas. Den amerikanska ekonomitidskriften Forbes rankade Telles till att vara världens 193:e rikaste med en förmögenhet på 9,9 miljarder amerikanska dollar för den 28 juli 2022.
Han avlade en kandidatexamen vid Universidade Federal do Rio de Janeiro.
Telles har nära kopplingar till landsmännen och miljardärerna Alex Behring, Jorge Paulo Lemann och Carlos Alberto Sicupira.